# Ana Ndala Fernando
Pour les articles homonymes, voir Fernando.
Ana Ndala Fernando est une juriste, professeure et femme politique angolaise. Membre du Mouvement populaire de libération de l'Angola (MPLA) // Membre de l'Union nationale pour l'indépendance totale de l'Angola (UNITA), elle est élue députée de l'Angola aux élections nationales depuis le 28 septembre 2017,,.